# ناحیه قلعه عبدالله
ناحیه قلعه عبدالله (به انگلیسی: Killa Abdullah District) یکی از ناحیه‌های خودمختار پشتون در واقع در شمال ایالت بلوچستان پاکستان است که در Quetta Division واقع شده‌است. ناحیه قلعه عبدالله ۳٬۲۹۳ کیلومتر مربع مساحت و ۷۵۷٬۵۷۸ نفر جمعیت دارد.